# Yonder Alonso
Yonder Alonso (né le 8 avril 1987 à La Havane, Cuba) est un joueur de premier but des Indians de Cleveland de la Ligue majeure de baseball.

## Carrière

### Reds de Cincinnati
Yonder Alonso est initialement repêché en 16e ronde par les Twins du Minnesota en 2006, mais il ne signe pas avec l'équipe. De nouveau éligible au repêchage amateur, il devient le choix de première ronde des Reds de Cincinnati en 2008. Cette sélection fait de lui le 7e joueur choisi au total cette année-là. Le 15 août suivant, il signe un contrat de 4,5 millions de dollars pour cinq ans avec les Reds, assorti d'un boni à la signature de deux millions.
En 2009, Alonso est classé meilleur joueur d'avenir de l'organisation des Reds d'après Baseball America.
Frappeur gaucher et joueur de premier but, Alonso commence à patrouiller le champ gauche dans les ligues mineures en 2010, puisque le poste de premier sac à Cincinnati est déjà confié à l'un des meilleurs joueurs des Reds, Joey Votto. Le 1er septembre 2010, alors que les clubs des majeures augmentent leurs effectifs à 40 joueurs pour le dernier droit de la saison régulière, Alonso est rappelé par le grand club. Il fait ses débuts le jour même.
Il réussit son premier coup sûr dans les majeures le 4 septembre contre le lanceur Mike MacDougal des Cardinals de Saint-Louis.
Après 22 parties jouées pour les Reds en 2010, Alonso en dispute 47 en 2011. Il maintient durant cette période une moyenne au bâton de ,330 avec cinq coups de circuit et 15 points produits. Il frappe son premier circuit dans les majeures le 6 août aux dépens de Carlos Zambrano des Cubs de Chicago.

### Padres de San Diego

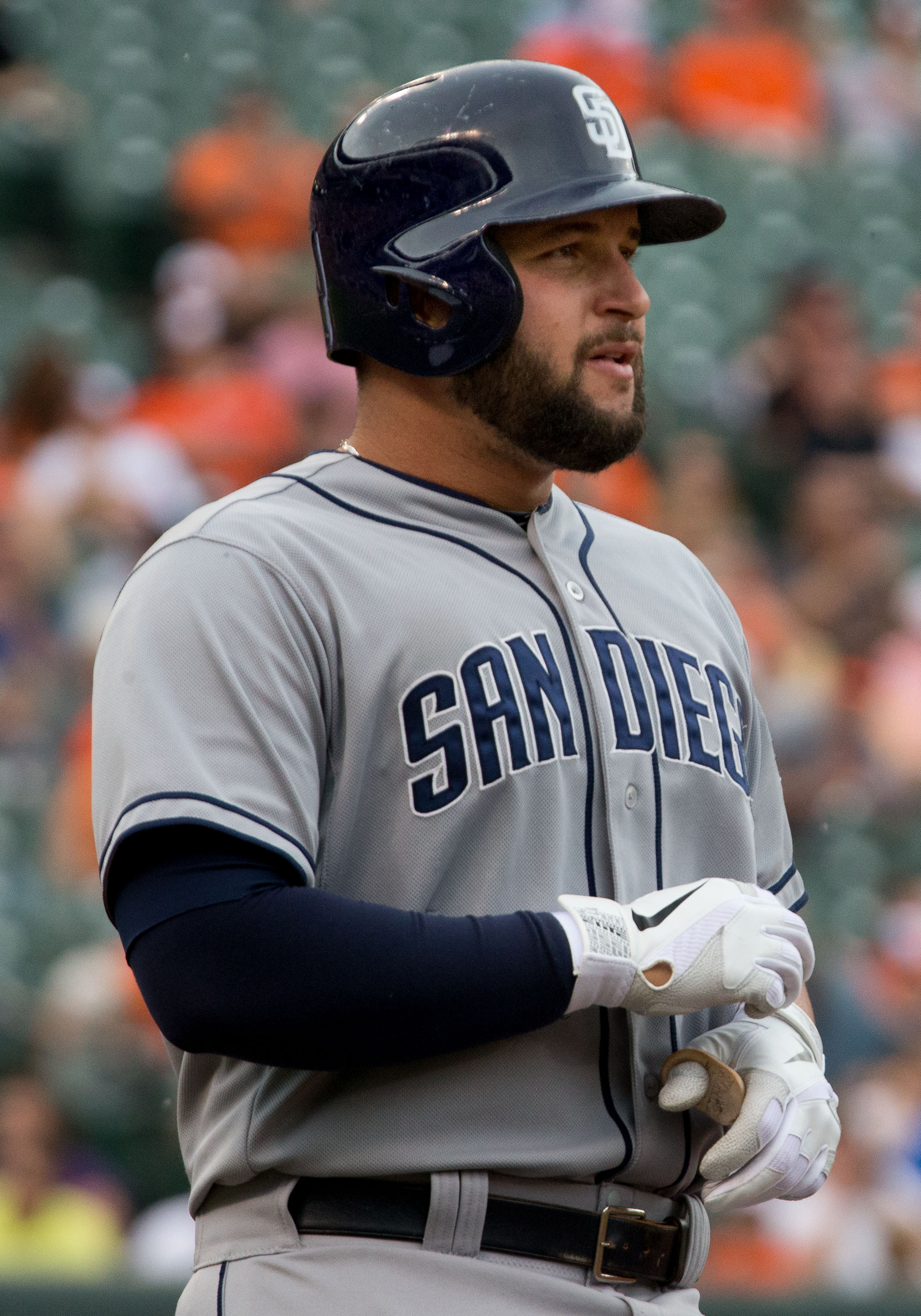
Yonder Alonso en 2013 avec les Padres de San Diego.

Le 17 décembre 2011, les Reds de Cincinnati échangent Alonso, le lanceur droitier Edinson Volquez, le lanceur droitier des ligues mineures Brad Boxberger et le receveur des mineures Yasmani Grandal aux Padres de San Diego en retour du lanceur droitier Mat Latos.
Malgré les 69 matchs disputés en deux ans pour Cincinnati, Alonso est toujours considéré comme une recrue lorsqu'il joint les Padres. Il termine cinquième en 2012 au vote désignant la recrue de l'année en Ligue nationale grâce à une saison de 150 coups sûrs, 9 circuits et 62 points produits en 155 matchs joués. Avec 39 doubles, il bat l'ancienne marque de franchise pour un joueur recrue établie par Benito Santiago avec 33 coups de deux buts en 1987. Sa moyenne au bâton atteint ,273.

### Athletics d'Oakland
Le 2 décembre 2015, les Padres de San Diego échangent Alonso et le releveur gaucher Marc Rzepczynski aux Athletics d'Oakland contre le lanceur gaucher Drew Pomeranz, le lanceur gaucher des ligues mineures José Torres et le voltigeur Jabari Blash.
Alonso représente les Athletics au match des étoiles 2017.

### Mariners de Seattle
Le 6 août 2017, Oakland échange Yonder Alonso aux Mariners de Seattle contre le joueur de champ extérieur Boog Powell.
Avec 6 circuits en 42 matchs des Mariners, Alonso complète sa saison 2017 avec un nouveau record personnel de 28 circuits et 67 points produits en 142 matchs au total.

### Indians de Cleveland
Le 23 décembre 2017, Alonso signe un contrat de 16 millions pour deux saisons avec les Indians de Cleveland.